# فلاینگ فیش پوینت، کوئینزلند
فلاینگ فیش پوینت (به انگلیسی: Flying Fish Point) یک شهرک در استرالیا است که در کوئینزلند واقع شده‌است.